# Tam Lin

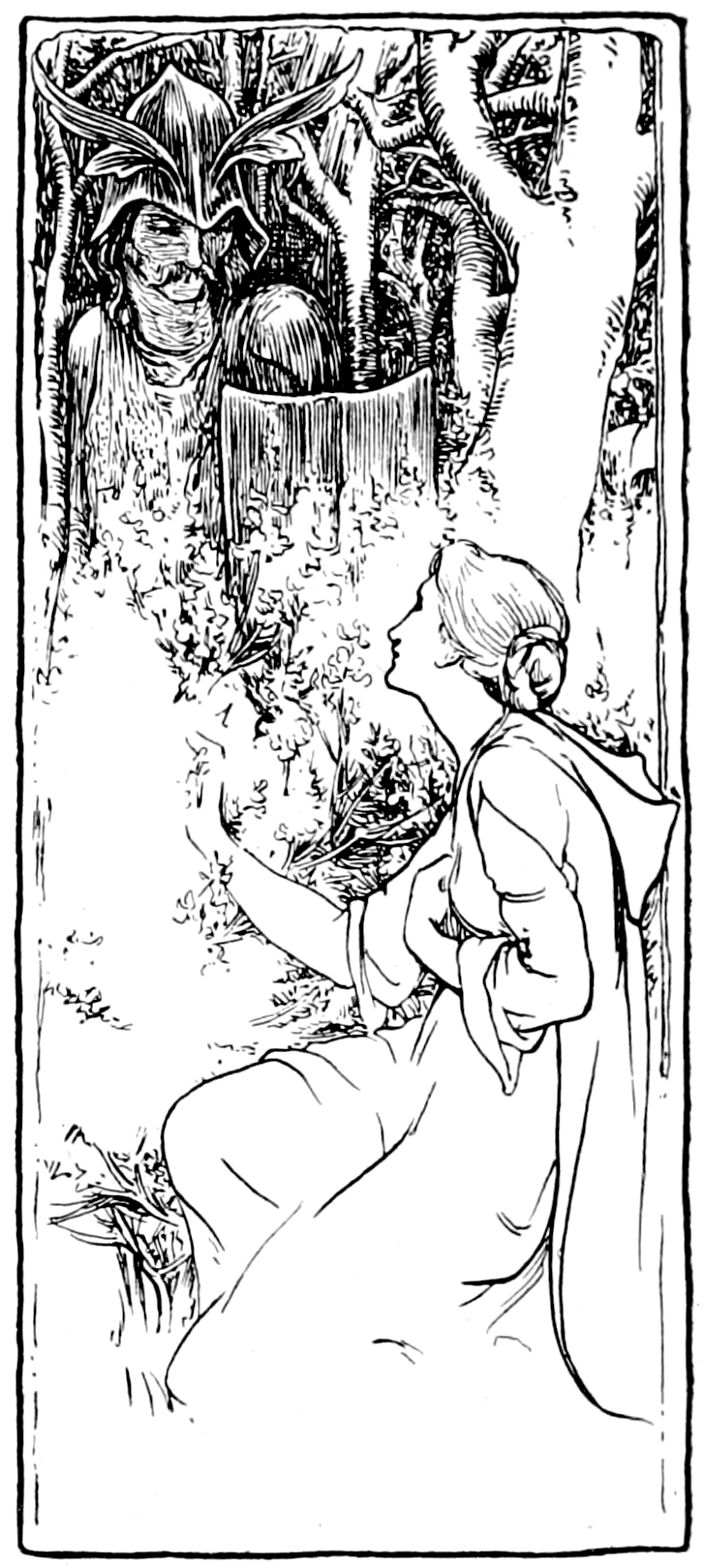
Tam Lin

Tam Lin (Tamas Lim, Tamlane, Tamlin, Tomlin, Tam Lien, Tam-a-Line ou Tam Lane) est à la fois le héros et le titre d'une ballade légendaire qui provient des Scottish Borders. L'histoire de la ballade tourne autour de la longue captivité de Tam Lin par la Reine des Fées et de sa libération par une femme l'aimant d'un amour authentique. Bien que la ballade soit propre à l'Écosse, elle a été reprise sous différentes formes et le thème du ravisseur qui change de forme pour prolonger la captivité est présent dans différentes histoires folkloriques d'Europe. La première version écrite de la chanson apparaît dans The Complaynt of Scotland publié en 1549. L'histoire a été adaptée sous la forme de chansons et de films.
Current 93 a publié un vinyle 12" intitulé Tamlin, en 1994, paru chez Durtro, la face A étant constituée d'une ballade au thème et au titre éponymes ; le groupe Mediæval Bæbes la reprend dans son album Mirabilis, de même que Steeleye Span dans Tonight's the Night, Live!. Le groupe allemand Faun publie dans son album Pagan (2022) une chanson intitulée Tamlin.